# Nova Huta, Tîsmenîțea
Nova Huta (în ucraineană Нова Гута) este un sat în comuna Maidan din raionul Tîsmenîțea, regiunea Ivano-Frankivsk, Ucraina.

## Demografie
Componența lingvistică a localității Nova Huta
     Ucraineană (97,34%)
     Rusă (2,13%)
Conform recensământului din 2001, majoritatea populației localității Nova Huta era vorbitoare de ucraineană (97,34%), existând în minoritate și vorbitori de rusă (2,13%).